# Lily Pons

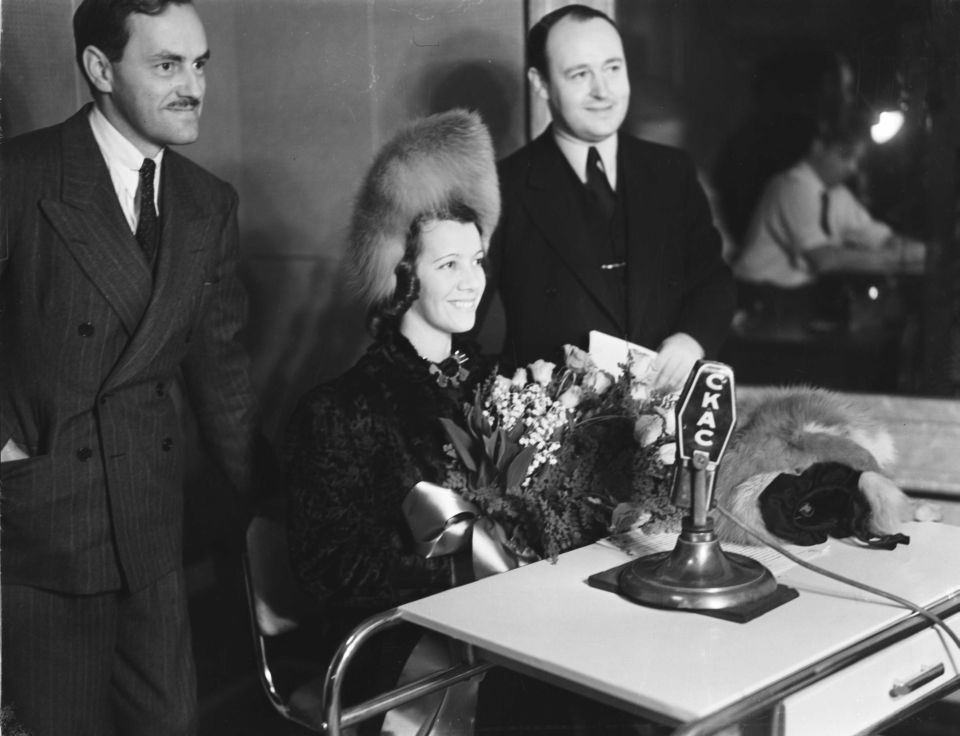
Lily Pons, CKAC, Montreal

Lily Pons (Alice Joséphine Pons) (Draguignan, 12 de abril de 1898 — Dallas, 13 de fevereiro de 1976) foi um soprano leggero francês, naturalizado estado-unidense.

## Biografia
Nascida Alice "Lili" Joséphine Pons em Draguignan, perto de Cannes. Pons primeiro estudou piano no Conservatório de Paris, ganhando a primeira distinção aos 15 anos. Durante a Primeira Guerra Mundial em 1914, ela mudou-se com sua mãe e irmã mais nova, Juliette (22 de dezembro de 1902) para Cannes, onde ela tocou piano e cantou para os soldados em recepções para as tropas francesas e no famoso Hotel Carlton, que foi transformado em um hospital e onde sua mãe, Marie Pons, trabalhou como enfermeira voluntária. Em 1925, encorajada pelo soprano Dyna Beumer, ela começou tomar lições de canto com Alberti de Gorostiaga em Paris.
Ela fez com êxito seu début em ópera com o papel de Lakmé, de Léo Delibes em Mulhouse em 1928 e foi cantando vários papéis de coloratura nas provinciais casas de ópera da França.

## Carreira
Ela foi descoberta pelo empresario e tenor dramático Giovanni Zenatello, que a levou para Nova Iorque, onde ela foi ouvida por Giulio Gatti-Casazza, o principal diretor do Metropolitan Opera House. O Met precisava de uma estrela da coloratura, após a aposentadoria de Amelita Galli-Curci, em janeiro de 1930. Em 3 de Janeiro de 1931, a desconhecida garota francesa fez uma incrível estreia no Met como Lucia em Lucia di Lammermoor, de Gaetano Donizetti. Contra tudo que se esperava, sua interpretação recebeu tremenda aclamação e tornou-se a soprano coloratura mais importante desde Galli-Curci. Tornou-se uma estrela. Ela também assinou um contrato com a gravadora RCA Victor.
Pons foi a principal soprano no Met por trinta anos, aparecendo em 300 apresentações em dez papéis diferentes desde 1931 até 1960. A sua mais frequente performance era a de Lucia (93 performances), Lakmé (50 performances), Gilda em Rigoletto (49 performances), e Rosina em Il barbiere di Siviglia (33 performances).
Em 1940, ela veio a se naturalizar cidadã americana
Em 1944, durante a Segunda Guerra Mundial, Pons cancelou sua temporada de outono e inverno em Nova Iorque para fazer uma turnê com os Serviços das Organizações Unidas, entretendo as tropas com sua voz. Seu marido, Andre Kostelanetz dirigiu uma banda composta por soldados americanos para acompanhá-la. Os dois apresentaram-se em bases militares na África do Norte, Itália, Ásia, Golfo Pérsico, Índia e Birmânia em 1944. Em 1945 ela continuou sua turnê pela Bélgica, China, França e Alemanha. Retornando aos Estados Unidos, ela realizou uma turnê em cidades como Milwaukee, onde aproximadamente 30 000 pessoas foram ao seu concerto, no dia 20 de julho de 1945. Pons também cantou na Cidade do México em julho, dirigida por Gaetano Merola.
Outros papéis em seu repertório incluia Olympia em Les Contes d'Hoffmann, Philine em Mignon, Amina em La Sonnambula, Marie em La fille du Regiment, A Rainha em Le Coq d'Or, e o papel título em Linda di Chamounix, (um papel que ela cantou pela primeira vez no Met em 1 de Março de 1934). O único maior papel que Lily Pons interpretou (papel que ela aprendeu durante sua primeira temporada no Met) foi Violetta em La traviata de Giuseppe Verdi, que ela cantou na Ópera de São Francisco. Outro grande papel que Pons aprendeu, mas decidiu não cantar por ser francesa, foi Melisande de Pelleas et Melisande de Claude Debussy. A razão, como foi confidenciada em uma entrevista posterior, eram duas: a primeira pelo fa(c)to da soprano brasileira Bidu Sayão já havia ganho o papel e porque a textura e as notas não eram compatíveis com a voz de Pons. Sua última performance no Met aconteceu no dia 14 de dezembro de 1960, onde ela cantou Caro Nome da ópera Rigoletto, como parte de uma performance de gala.
Ela também fez apresentações como convidada na Opéra Garnier em Paris, Covent Garden em Londres, La Monnaie em Bruxelas, Teatro Colón em Buenos Aires, na Ópera Lírica de Chicago e na Ópera de São Francisco. Após sua despedida do Met, ela continuou a cantar em concertos até 1972. Além disso, ela estrelou três filmes RKO: I Dream Too Much (1935) com Henry Fonda, That Girl from Paris (1937) e Hitting a New High (1937).

## Morte
Ela faleceu de câncer pancreático em Dallas, Texas com a idade de 77, e seus restos mortais foram levados para seu lugar de nascença e enterrada no Cimetière du Grand Jas em Cannes na Riviera Francesa.

## Voz
Lily Pons possuía uma voz pequena, mas em seus dias passados, com uma impecável técnica e muito segura em notas agudas. Ela foi o primeiro soprano que facilmente alcançou o Mi agudo de Lakmé, de Delibes. Com sua boa aparência, ela encantava um público acostumado a sopranos gordas. Nina Morgana, uma companheira do soprano no Met, indicou que Pons vocalisava até o Lá-bemol acima do Dó agudo (Ab5) sem o menor esforço visível durante seus primeiros encontros nos anos 1930.